# Usza (obwód grodzieński)
Usza (biał. Уша, ros. Уша) – wieś na Białorusi, w obwodzie grodzieńskim, w rejonie korelickim, w sielsowiecie Żuchowicze, nad Uszą.
Dawniej folwark. Do 1939 leżała w Polsce, w województwie nowogródzkim, w powiecie stołpeckim.